# Heitor Doyle Maia
Heitor Doyle Maia (Rio de Janeiro, 24 de junho de 1898 – Rio de Janeiro, 7 de janeiro de 1982) foi um contra-almirante brasileiro.
Foi adido naval do Brasil nos Estados Unidos, 13 a 17 de março de 1954.
Foi ministro interino da Marinha do Brasil, de 27 de junho a 12 de julho de 1962.